# Sankaramanallur
Sankaramanallur es una ciudad y nagar Panchayat situada en el distrito de Tirupur en el estado de Tamil Nadu (India). Su población es de 10283 habitantes (2011).

## Demografía
Según el censo de 2011 la población de Sankaramanallur era de 10283 habitantes, de los cuales 5145 eran hombres y 5138 eran mujeres. Sankaramanallur tiene una tasa media de alfabetización del 70,22%, inferior a la media estatal del 80,09%: la alfabetización masculina es del 80,04%, y la alfabetización femenina del 60,57%.